# Конхоида
Конхо́ида криво́й (англ. conchoid; conchoidal curve, от др.-греч. κονχοειδής — похожий на раковину) — плоская кривая, геометрическое место преобразованных концов — конхоид — радиус-векторов каждой точки исходной плоской кривой, причём эти радиус-векторы увеличены (одна ветвь конхоиды) или уменьшены (другая ветвь конхоиды) на постоянную величину {\displaystyle l}. Если уравнение исходной кривой в полярной системе координат {\displaystyle r(\varphi )=f(\varphi )}, то уравнение её конхоиды {\displaystyle r(\varphi )=f(\varphi )+l}.
Начало радиус-вектора называется полюсом конхоиды (в данном случае это начало координат {\displaystyle (0,\,0)\,}), а постоянная величина приращения радим-вектора {\displaystyle l\,} — модулем конхоиды.
Для получения новых плоских кривых — конхоид из старых — директрис, или базисов, используется конхоидное преобразование, при этом уравнение конхоиды могут записать в виде
{\displaystyle r'=r\pm l,\,} {\displaystyle l>0,\,} {\displaystyle \varphi =\varphi .}
Говорят о двух ветвях конхоиды, соответствующих:
- либо прибавлению и вычитанию {\displaystyle l} — положительной константы:
- либо прибавлению этой константы в противоположных направлениях.

## Конхоидальный циркуль
Для вычерчивания конхоиды Никомеда служит прибор конхоидограф, или конхоидальный циркуль.
Конхоидальные циркули бывают разных конструкций. Опишем устройство конхоидографа, показанного на рисунке справа. Основанием конхоидального циркуля служит прямоугольный планшет. Горизонтально посередине планшета укреплена вытянутая рамка, которая служит директрисой коноиды Никомеда — прямой. В середине этой рамки находится муфта, свободно движущаяся вдоль рамки и снабжённая стерженьком. Под серединой рамки на другом стерженьке закреплена другая муфта, в которую вставлена рейка. Поэтому рейка может вращаться вокруг стерженька своей муфты и двигаться вдоль этой муфты. На другом конце рейки закреплено чертящее остриё, а на расстоянии {\displaystyle l} от этого конца — шайбочка, при помощи которой рейка надевается на стерженёк муфты рамки. При вращении рейки и движении её вдоль второй муфты чертящее остриё нарисует верхнюю вервь конхоиды Никомеда.

## Примеры
- Конхоида прямой — конхоида Никомеда[1][2].
- Конхоида окружности — конхоида окружности[10].
- Конхоида окружности с полюсом на окружности — улитка Паскаля[1][2].
- Конхоида спирали Ферма — параболическая спираль[2][11].
- Конхоида розы — двойная линия[12].
- Конхоида архимедовой спирали — неоида[13].
- Конхоида гиперболической спирали — конхоида гиперболической спирали[14].
- Конхоида строфоиды с полюсом на вершине петли — строфоида[4].
- Конхоида Архимедовой спирали с полюсом в её центре — Архимедова спираль, изометрическая исходной[4].
- Конхоида коники с полюсом в фокусе — кривая Ержабека[4].